# Orchestina cincta
Orchestina cincta är en spindelart som beskrevs av Eugène Simon 1893. Orchestina cincta ingår i släktet Orchestina och familjen dansspindlar. Inga underarter finns listade i Catalogue of Life.